# Lake Charles Ice Pirates
Die Lake Charles Ice Pirates waren eine US-amerikanische Eishockeymannschaft aus Lake Charles, Louisiana. Das Team spielte von 1997 bis 2001 in der Western Professional Hockey League.

## Geschichte
Die Lake Charles Ice Pirates wurden 1997 als Franchise der Western Professional Hockey League gegründet. In dieser war die Mannschaft eines von sechs Gründungsmitgliedern. In ihrer ersten Spielzeit, der Saison 1997/98 wurde die Mannschaft unter anderem vom ehemaligen NHL-Spieler Dennis Maruk betreut, wobei der Kanadier in einigen Spielen selbst noch einmal als Spielertrainer auf dem Eis stand. Ihre erfolgreichste Spielzeit absolvierte die Mannschaft in der Saison 1998/1999, als sie in den Playoffs um den President’s Cup nach Siegen über Central Texas Stampede und die Corpus Christi IceRays erst in der dritten Runde am späteren Meister Shreveport Mudbugs mit 1:4 Siegen in der Best-of-Seven-Serie scheiterte.
Als die WPHL im Anschluss an die Saison 2000/01 aufgelöst wurde, waren die Lake Charles Ice Pirates nur eines von vier Teams, welches nicht in die Central Hockey League wechselte, sondern stattdessen aufgelöst wurde.

## Saisonstatistik
Abkürzungen: GP = Spiele, W = Siege, L = Niederlagen, T = Unentschieden, OTL = Niederlagen nach Overtime SOL = Niederlagen nach Shootout, Pts = Punkte, GF = Erzielte Tore, GA = Gegentore, PIM = Strafminuten
| Saison  | GP | W  | L  | T | OTL | SOL | Pts | GF  | GA  | Platz     | Playoffs                        |
| 1997/98 | 69 | 35 | 28 | — | 6   | —   | 76  | 273 | 280 | 5., WPHLE |                                 |
| 1998/99 | 69 | 40 | 25 | — | 4   | —   | 84  | 275 | 232 | 2., WPHLE | Niederlage in der dritten Runde |
| 1999/00 | 70 | 41 | 25 | — | 4   | —   | 86  | 285 | 222 | 2., WPHLE | Niederlage in der zweiten Runde |
| 2000/01 | 70 | 29 | 36 | — | 5   | —   | 63  | 224 | 276 | 6., East  | nicht qualifiziert              |

## Team-Rekorde

### Karriererekorde
Spiele: 277  Billy Lund
Tore: 121  John Hanson
Assists: 189  Billy Lund
Punkte: 281  Billy Lund
Strafminuten: 505  Darcy Verot

## Bekannte Spieler
- Dennis Maruk
- Nolan McDonald
- Graeme Townshend